# Municipio de Sunfish
El municipio de Sunfish (en inglés: Sunfish Township) es un municipio ubicado en el condado de Pike en el estado estadounidense de Ohio. En el año 2010 tenía una población de 1307 habitantes y una densidad poblacional de 15,4 personas por km².

## Geografía
El municipio de Sunfish se encuentra ubicado en las coordenadas 39°1′57″N 83°13′25″O / 39.03250, -83.22361. Según la Oficina del Censo de los Estados Unidos, el municipio tiene una superficie total de 84.88 km², de la cual 84,57 km² corresponden a tierra firme y (0,36 %) 0,31 km² es agua.

## Demografía
Según el censo de 2010, había 1307 personas residiendo en el municipio de Sunfish. La densidad de población era de 15,4 hab./km². De los 1307 habitantes, el municipio de Sunfish estaba compuesto por el 98,39 % blancos, el 0,15 % eran afroamericanos, el 0,77 % eran amerindios, el 0,08 % eran asiáticos y el 0,61 % eran de una mezcla de razas. Del total de la población el 1,22 % eran hispanos o latinos de cualquier raza.